# Campoformido
Campoformido (en friulano Cjampfuarmit, conocido también como Campoformio) es una localidad italiana en la provincia de Údine, región de Friul-Venecia Julia.

## Evolución demográfica
| Gráfica de evolución demográfica de Campoformido entre 1861 y 2001 |
|                                                                    |
| Fuente ISTAT - elaboración gráfica de Wikipedia                    |

- Datos: Q53232
- Multimedia: Campoformido / Q53232

1. ↑  Worldpostalcodes.org, código postal n.º 33030.
2. ↑  «Codici Catastali». Comuni-italiani.it (en italiano). Consultado el 29 de abril de 2017.